# Thapszosz
Thapszosz, Thapsus (görög nyelven: Θάψος) egy ősi falu volt Szicíliában, a kis Magnisi-félszigeten. 

## Története
Thapsus -t a Megara-beli dórok, egy ókori görög néptörzs alapította, majd később a várost elhagyták. A hely mai neve Isola degli Magnisi.  

## Régészet

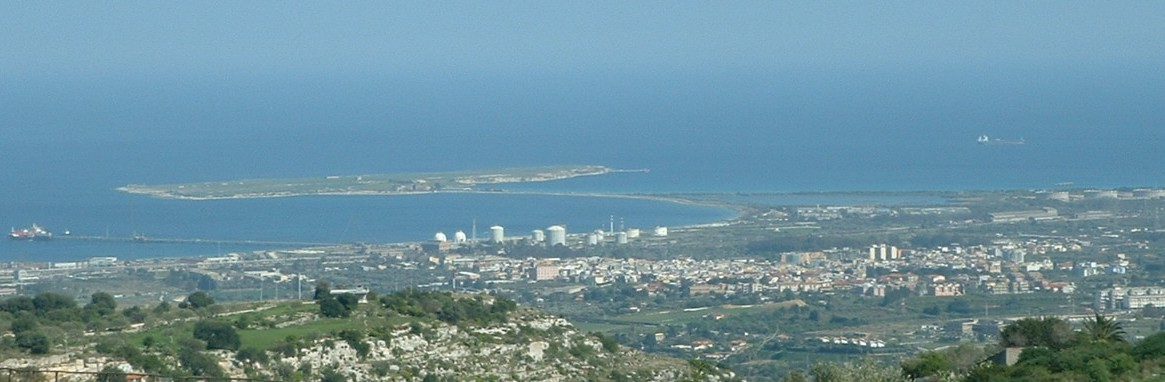
Thapszosz mai látképe

A helyre Paolo Orsi olasz régész talált rá Priolo Gargallo közelében. Környékén született meg a Thapszosz-kultúra, Szicília egyik legfontosabb őskori kultúrája, melyet a sicani néppel azonosítottak. 
A régészeti kutatások alapján felszínre került leletanyag bizonysága szerint Thapszosz telepesei itt egykor egy rácsszerű várost hoztak létre, négy méter széles utcákat, tágas házakat, kerek udvarokat és sírokat tártak fel. A Thapszosz-i házak elrendezésének analógiája a mükénéi világ másik végén, Cipruson, a Famagusta melletti Enkomiban található.
A feltárások során nagyon sok kis mükénéi eredetű parfümtartály is felszínre került, ugyanis itt egy ipari központ volt, amely a „nemzetközi” piac számára illatosított olajok előállítására szakosodott. De Thapszoszon a mükénéi típusú tárgyak mellett rengeteg szicíliai stílusú durvaszürke kerámiát, cserépedényt, amfora töredéket, főleg fekete kerámiák töredékeit is feltárták, mely bizonyítja, hogy az egykori Thapszosz vegyes lakosságú volt.
Egykor Thuküdidész írta a településről, hogy Megara kolóniája volt, amelyet ugyanazok az emberek alapítottak, akik Trotilont és Megara Hüblaiaát.
Az egykori város gazdasági szerepét kutatva lakói halászattal, halfeldolgozással is foglalkozhattak.